# Кожевникова, Наталья Алексеевна
Ната́лья Алексе́евна Коже́вникова (21 ноября 1936, Москва — 4 марта 2005, Москва) — советский и российский лингвист, представитель Виноградовской школы в языкознании. Доктор филологических наук. Автор более 200 печатных работ, в том числе девяти книг. Инициатор двух новаторских лексикографических проектов: словаря паронимов и словаря метафор и сравнений.

## Биография
Дочь писателя Алексея Венедиктовича Кожевникова. В 1958 году окончила филологический факультет МГУ по специальности «русский язык и литература», работала литературным сотрудником московской газеты «Литература и жизнь», а затем журнала «Октябрь». С 1963 по 1966 год училась в аспирантуре Института русского языка Академии наук СССР, а потом работала там же до конца своей жизни. В 1967 году поступила в сектор стилистики и языка художественной литературы, который тогда возглавлял В. Д. Левин. В дальнейшем работала в отделе, которым руководил В. П. Григорьев, а позднее М. Л. Гаспаров.
В 1973 году защитила кандидатскую диссертацию «Речевые разновидности повествования в русской советской прозе», научный руководитель — Д. Н. Шмелёв. В 1993 году ей была присуждена ученая степень доктора филологических наук за опубликованную монографию «Язык Андрея Белого».
Умерла 4 марта 2005 года. Похоронена в Хотьково на Городском кладбище.

## Научные труды
- Словоупотребление в русской поэзии начала XX века — М.: Наука, 1986, 256 с., 5 400 экз.
- Язык Андрея Белого. — М.: Институт русского языка РАН, 1992., 256 с., 500 экз.
- Григорьев В. П., Кожевникова Н. А., Петрова З. Ю. Материалы к словарю паронимов русского языка. — М.: Институт русского языка РАН, 1992.
- Типы повествования в русской литературе XIX—XX вв. — М.: Институт русского языка РАН, 1994, 336 с., 1 000 экз.
- Язык и композиция произведений А. П. Чехова. — Н. Новгород: ННГУ, 1999, 104 с.
- Кожевникова Н. А., Петрова З. Ю. Материалы к словарю метафор и сравнений русской литературы XIX—XX вв. Вып. 1: Птицы. — М.: Языки русской культуры, 2000. ISBN 5-7859-0158-7
- Избранные работы по языку художественной литературы. — М.: Знак, 2009. ISBN 978-5-9551-0317-4
- Кожевникова Н. А., Петрова З. Ю. Материалы к словарю метафор и сравнений русской литературы XIX—XX вв. Вып. 2: Звери, насекомые, рыбы, змеи. — М.: Языки славянских культур, 2010. ISBN 978-5-9551-0375-4
- Стиль Чехова. — М.: Издательский центр «Азбуковник», 2011. ISBN 978-5-91172-048-3

### Статьи
- О соотношении прямого и метафорического словоупотребления в русской прозе начала XX века // Russian Philology and History. In Honour of Professor Victor Levin. Eds W. Moskovich et al. Jerusalem: Praedicta Ltd., 1992. С. 185—196.
- «Мертвые души»: из истории субъективного авторского повествования // газета «Русский язык» (Издательский дом «Первое сентября»). 2002, № 9. С. 11—16.
- Ритм и синтаксис прозы А. Белого // газета «Русский язык» (Издательский дом «Первое сентября»). 2005, № 20. С. 38—45.